# 無伴奏ヴァイオリン曲
無伴奏ヴァイオリン曲は、伴奏なしのヴァイオリン一挺のみで演奏するために作曲された音楽。（無伴奏の項も参照）

## 主な作曲家と作品
（作曲者の生年順に並べている）
- 1644年　ハインリヒ・ビーバー：パッサカリア ト短調
- 1656年　ヨハン・パウル・フォン・ヴェストホフ：無伴奏ヴァイオリンのための組曲
- 1681年　ゲオルク・フィリップ・テレマン：無伴奏ヴァイオリンのための12のファンタジー
- 1685年　ヨハン・ゼバスティアン・バッハ：無伴奏ヴァイオリンのためのソナタとパルティータ BWV1001～6
- 1687年　ヨハン・ゲオルク・ピゼンデル：無伴奏ヴァイオリンのためのソナタ
- 1747年　イワン・ハンドシキン：無伴奏ヴァイオリンのための3つのソナタ
- 1774年　ピエール・ロード：24の奇想曲
- 1782年　ニコロ・パガニーニ：24の奇想曲 作品1、ゴッド・セイヴ・ザ・キングによる変奏曲、パイジエッロのアリア「Nel cor piu」による変奏曲、驚異の二重奏（Duo merveille）Op.20
- カンパニョーリ：7のディヴェルティメント
- 1850年　リチャード・バース：無伴奏ヴァイオリンのためのパルティータ op.10、無伴奏ヴァイオリンのためのシャコンヌ op.21
- 1854年　ヘンリク・ヴィエニャフスキ：新しい手法 Op. 10
- 1924年　ウジェーヌ・イザイ：無伴奏ヴァイオリン・ソナタ 作品27（全6曲）
- 1873年　マックス・レーガー：無伴奏ヴァイオリンソナタ op. 42（全4曲）、無伴奏ヴァイオリンソナタ op. 91（全7曲）、無伴奏ヴァイオリンのための前奏曲、フーガとシャコンヌ op.117 （全8曲）、無伴奏ヴァイオリンのための前奏曲とフーガ op.131a （全6曲）
- 1875年　フリッツ・クライスラー：レチタティーヴォとスケルツォ・カプリース 作品6
- 1881年　バルトーク・ベーラ：無伴奏ヴァイオリン・ソナタ
- 1891年　セルゲイ・プロコフィエフ：無伴奏ヴァイオリン・ソナタ ニ長調 作品115
- 1893年　フランツ・フォン・ヴェチェイ：無伴奏ヴァイオリンのための前奏曲とフーガ
- 1895年　パウル・ヒンデミット：無伴奏ヴァイオリンソナタ op.31（全2曲）
- 1903年　アラム・ハチャトゥリアン：ソナタ・モノローグ